# 水田雅博
水田 雅博（みずた まさひろ、1953年 <昭和28年> 12月14日 - ）は、日本の地方公務員。伏見区長、京都市交通政策監、京都市上下水道局長を歴任。瑞宝小綬章受章者。

## 経歴
立命館大学卒業。1977年7月 京都市役所に入庁し教育委員会採用。総合企画局市長公室長、伏見区長、京都市交通政策監を歴任。2012年 (平成24年) 4月 京都市公営企業管理者上下水道局長。上下水道局長時に太秦病院、大和学園と山ノ内浄水場跡地活用に関する基本協定を締結。2016年３月退職。同年6月から京都ステーションセンター代表取締役専務。朝田教育財団理事長。

## 栄典
- 令和6年春の叙勲で瑞宝小綬章を受章[5]。

## その他役職
- 立命館大学校友会 常任幹事
- 近畿ソフトテニス連盟 副会長
- 京都市体育協会 理事[4]